# Kookmin Bank Football Club 1983
Questa voce raccoglie le informazioni riguardanti il Kookmin Bank Football Club nelle competizioni ufficiali della stagione 1983.

## Stagione
All'esordio nella neocostituita Korean Super League, a cui ebbe accesso dopo il secondo posto in Korea Football League, il Kookmin Bank perse le prime cinque gare del campionato piombando all'ultimo posto della graduatoria, che occupò stabilmente sino alla fine del torneo.

## Rosa
| N. |                          | Ruolo | Calciatore     |
| -- | ------------------------ | ----- | -------------- |
| 1  | Corea del Sud (bandiera) | D     | Jeong-Seop Hee |
| 2  | Corea del Sud (bandiera) | D     | Baek Seong-Jin |
| 3  | Corea del Sud (bandiera) | P     | Gang Chang-Gun |
| 4  | Corea del Sud (bandiera) | D     | Kim Hong-Ju    |
| 5  | Corea del Sud (bandiera) | D     | Lee Yong-Seong |
| 9  | Corea del Sud (bandiera) | D     | Kim Ju-Hun     |
| 10 | Corea del Sud (bandiera) | A     | Jin Jong-Seol  |
| 11 | Corea del Sud (bandiera) | A     | Kim Soo-Gil    |
| 13 | Corea del Sud (bandiera) | A     | Hwang Jin-Ju   |
| 14 | Corea del Sud (bandiera) | A     | Yang Chun-Doo  |
| 19 | Corea del Sud (bandiera) | A     | Chun Byong-Cho |

| N. |                          | Ruolo | Calciatore      |
| -- | ------------------------ | ----- | --------------- |
| 21 | Corea del Sud (bandiera) | P     | Choi In-Young   |
| 22 | Corea del Sud (bandiera) | C     | Jin Dae-Hwan    |
| 23 | Corea del Sud (bandiera) | C     | Lee Tae-Hee     |
| 24 | Corea del Sud (bandiera) | A     | Lee Tae-Yeop    |
| 43 | Corea del Sud (bandiera) | A     | Gang Gyung-Hoo  |
|    | Corea del Sud (bandiera) | P     | Tae Seong-Young |
|    | Corea del Sud (bandiera) | D     | Shin Dong-Cheol |
|    | Corea del Sud (bandiera) | D     | Kim Hak-Beom    |
|    | Corea del Sud (bandiera) | C     | Kim Ki-Hyo      |
|    | Corea del Sud (bandiera) | A     | Lee Boo-Yeol    |
|    | Corea del Sud (bandiera) | A     | Lim Seok-Hyun   |

## Risultati

### Korean Super League

#### Prima fase
| Seul 9 maggio 1983 | Kookmin Bank | 0 – 3 | Hallelujah | Dongdaemun Stadium |

| Pusan 14 maggio 1983 | Kookmin Bank | 0 – 2 | Daewoo | Busan Gudeok Stadium |

| Pusan 15 maggio 1983 | Yukong Elephants | 1 – 0 | Kookmin Bank | Busan Gudeok Stadium |

| Taegu 22 maggio 1983 | Daewoo | 3 – 0 | Kookmin Bank | Daegu Civil Stadium |

| Taegu 23 maggio 1983 | POSCO | 1 – 0 | Kookmin Bank | Daegu Civil Stadium |

| Jeonju 25 giugno 1983 | Hallelujah | 1 – 1 | Kookmin Bank | Jeonju Stadium |

| Jeonju 26 giugno 1983 | Kookmin Bank | 1 – 0 | POSCO | Jeonju Stadium |

| Daejon 3 luglio 1983 | Yukong Elephants | 0 – 1 | Kookmin Bank | Daejeon Hanbat Stadium |

#### Seconda fase
| Seul 25 agosto 1983 | Kookmin Bank | 1 – 2 | Daewoo | Dongdaemun Stadium |

| Andong 27 agosto 1983 | POSCO | 4 – 0 | Kookmin Bank | Andong Stadium |

| Taegu 31 agosto 1983 | Hallelujah | 3 – 0 | Kookmin Bank | Daegu Civil Stadium |

| Pusan 7 settembre 1983 | Yukong Elephants | 1 – 4 | Kookmin Bank | Busan Gudeok Stadium |

| Gwangju 10 settembre 1983 | Daewoo | 1 – 1 | Kookmin Bank | Gwangju Mudeung Stadium |

| Seul 13 settembre 1983 | POSCO | 3 – 1 | Kookmin Bank | Dongdaemun Stadium |

| Chuncheon 17 settembre 1983 | Hallelujah | 1 – 0 | Kookmin Bank | Chuncheon Civil Stadium |

| Seul 22 settembre 1983 | Yukong Elephants | 4 – 1 | Kookmin Bank | Dongdaemun Stadium |

## Statistiche

### Statistiche di squadra
| Competizione        | Punti | Totale | Totale | Totale | Totale | Totale | Totale | DR  |
| Competizione        | Punti | G      | V      | N      | P      | Gf     | Gs     | DR  |
| ------------------- | ----- | ------ | ------ | ------ | ------ | ------ | ------ | --- |
| Korean Super League | 8     | 16     | 3      | 2      | 11     | 11     | 30     | -19 |

### Statistiche dei giocatori
| Giocatore       | Korean Super League | Korean Super League | Korean Super League | Korean Super League |
| Giocatore       | Presenze            | Reti                | Ammonizioni         | Espulsioni          |
| --------------- | ------------------- | ------------------- | ------------------- | ------------------- |
| Baek Seong-Jin  | 14                  | 0                   | 0                   | 0                   |
| Choi In-Young   | 8                   | 0                   | -?                  | 0                   |
| Jeong Seop-Hee  | 12                  | 0                   | 1                   | 0                   |
| Gang Chang-Gun  | 8                   | -?                  | 0                   | 0                   |
| Jin Dae-Hwan    | 4                   | 0                   | 0                   | 0                   |
| Jin Jong-Seol   | 1                   | 0                   | 1                   | 0                   |
| Gang Gyung-Hoo  | 5                   | 0                   | 0                   | 0                   |
| Kim Hong-Ju     | 13                  | 0                   | 2                   | 0                   |
| Kim Ju-Hun      | 9                   | 0                   | 0                   | 0                   |
| Kim Ki-Hyo      | ?                   | 1                   | 0                   | 0                   |
| Kim Soo-Gil     | ?                   | 2                   | 0                   | 0                   |
| Lee Boo-Yeol    | 15                  | 1                   | 2                   | 0                   |
| Lee Tae-Hee     | 14                  | 1                   | 2                   | 0                   |
| Lee Tae-Yeop    | 15                  | 1                   | 1                   | 0                   |
| Lee Yong-Seong  | 6                   | 0                   | 0                   | 0                   |
| Lim Seok-Hyun   | ?                   | 1                   | 0                   | 0                   |
| Shin Dong-Cheol | ?                   | 1                   | 0                   | 0                   |
| Tae Seong-Yeong | 1                   | -?                  | 0                   | 0                   |